# Froissarts Krøniker
Froissarts krøniker (eller Chroniques) er et prosaværk om hundredårskrigen, der blev skrevet i 1300-tallet af Jean Froissart. Fortællingen begynder med de begivenheder, der førte til, at Edvard 2. blev afsat som konge i 1326 og dækker tiden op til år 1400. Den fortæller om begivenheder i Europa, primært England, Frankrig, Skotland, Nederlandene og Den iberiske halvø. Den nævner andre lande og områder som Italien, Tyskland, Irland, Balkan, Cypern, Tyrkiet og Nordafrika. Værket består af fire bøger; bog 1 (1322–1377), bog 2 (1376–1385), bog 3 (1386–1388) og bog 4 (1389–1400).
I flere århundreder blev Froissarts krøniker anerkendt som det fremmeste eksempel på ridderlig kultur i 1300-tallets England og Frankrig. De er set som et kritisk vigtigt værk om europæisk historie i 1300-tallet og særligt hundredårskrigen. Moderne historikere har dog fundet, at krønikerne har mange fejl og mangler som historisk kilde: forkerte datoer, fejlplaceret geografi og estimater af størrelsen på hære og antallet af faldne i krig, der kan være skrevet med kraftig bias til at få Froissarts velgørere til at fremstå bedre.
Froissarts krøniker er et omfattende værk med næsten 1,5 millioner ord, og det er blandt de længste på fransk prosa fra middelalderen. Der er kun udgivet få komplette udgaver i moderne tid, men teksten er gengivet fra 1400-tallet og fremefter. Enguerrand de Monstrelet fortsatte Krøniken til 1440, mens Jean de Wavrin inkorporerede store dele af den i sit eget arbejde. Robert Gaguins Compendium super origine et gestis Francorum anvendte også Froissarts værk i rigt omfang. I 1400- og 1500-tallet blev værket oversat til til hollandsk, engelsk, latin, spansk, italiensk og dansk. Teksten i Froissarts Krøniker er bevaret i mere end 150 manuskripter, hvoraf mange er illustreret, nogle af dem overdådigt.